# Havrincourt
Havrincourt é uma comuna francesa na região administrativa de Altos da França, no departamento de Pas-de-Calais. Estende-se por uma área de 16,61 km². Em 2010 a comuna tinha 414 habitantes (densidade: 24,9 hab./km²).